# حسن‌آباد (زیرکوه)
حسن آباد روستایی در دهستان زیرکوه بخش مرکزی شهرستان زیرکوه استان خراسان جنوبی ایران است. بر پایه سرشماری عمومی نفوس و مسکن در سال ۱۳۹۰ جمعیت این روستا ۶۶۵ نفر (در ۱۶۹ خانوار) بوده است.